# Aleš Prek
Aleš Prek (ur. 11 sierpnia 1981 roku) – słoweński kierowca wyścigowy i narciarz alpejski.

## Kariera narciarska
W latach 2003–2004 Prek startował w slalomie, super gigancie i slalomie gigancie, jednak jedynie w zawodach niższego stopnia lub mistrzostwach kraju. Jego największym osiągnięciem była czwarta pozycja w 2004 roku w slalomie w Klinovcu.

## Kariera wyścigowa
Prek poświęcił się głównie startom w wyścigach górskich. Do 2011 roku korzystał z samochodu Mitsubishi Lancer EVO IX. W 2011 roku zdobył tytuł mistrzowski w Mistrzostwach Europy w Wyścigach Górskich (kategoria 1). Do 2012 roku Słoweniec startuje w samochodzie Porsche 911 GT3 w wyścigach górskich w Europie Południowej.